# Nadderudstadion
Het Nadderudstadion is een multifunctioneel stadion in Bekkestua, een plaats in de Noorse gemeente Bærum.
In het stadion is plaats voor 7000 toeschouwers. Het stadion werd geopend in 1961.
Het stadion wordt vooral gebruikt voor atletiek- en voetbalwedstrijden, de voetbalclub Stabæk Fotball maakt gebruik van dit stadion. Tussen 2009 en 2011 maakte Stabæk gebruik van de overdekte Telenor Arena.
Het stadion werd ook gebruikt voor het Europees kampioenschap voetbal mannen onder 19 van 2002. Er werden twee groepswedstrijden gespeeld. In 1966 en 1985 werden hier de nationale atletiekkampioenschappen gehouden.